# Prainha de Neópolis (Sergipe)
A Prainha de Neópolis, localizada no município de Neópolis, às margens do Rio São Francisco, é uma praia sergipana de água doce no interior do estado, já em região de divisa de Sergipe e Alagoas.